# 屋島町
屋島町（やしまちょう）は、香川県木田郡にあった町。

## 人口
| \| 1920年（大正9年） \| 5,271人 \| \| \| 1925年（大正14年） \| 5,244人 \| \| \| 1930年（昭和5年） \| 5,481人 \| \| \| 1935年（昭和10年） \| 5,628人 \| \| |         |  |
| 総務省統計局 / 国勢調査（1935年） |         |  |
| 1920年（大正9年） | 5,271人 |  |
| 1925年（大正14年） | 5,244人 |  |
| 1930年（昭和5年） | 5,481人 |  |
| 1935年（昭和10年） | 5,628人 |  |

## 歴史
町の中央に位置する山岳「屋島」の歴史は古く、天智6年（667年）天智天皇が築いた古代山城「屋嶋城」や天平勝宝6年（754年）鑑真によって開創した屋島寺などが残っている。
麓の檀ノ浦（屋島東町）は1185年3月22日（旧暦：元暦2年/寿永4年2月19日）、源平合戦（治承・寿永の乱）における屋島の戦いの舞台となった有名な古戦場で、那須与一が扇の的を射抜いた話は後に『平家物語』でも描かれている。
近世〜明治時代にかけては地主の柏原家により戦前まで潟元など町の大部分を占めていた塩田が造られていった。
行政区域としては1890年（明治23年）2月15日、町村制施行により東潟元村、西潟元村、屋島村を併せて山田郡潟元村（かたもとむら）となり、現在の屋島地区としての区域が確定した。この名称は30年後の1920年（大正9年）1月1日に改称して屋島村となり、さらに13年後の1933年（昭和8年）4月1日には町制を施行し屋島町となる。この間1899年（明治32年）4月1日には山田郡が三木郡と合併し、木田郡となっている。
町村制施行による潟元村成立から50年後の1940年（昭和15年）2月11日、屋島町は周辺自治体とともに高松市と合併し自治体としての屋島町は消滅した。

### 年表
- 1890年（明治23年）2月15日 - 自然村である山田郡東潟元村（ひがしかたもとむら）、西潟元村（にしかたもとむら）、屋島村（やしまむら）の区域を以って町村制を施行し、行政村の山田郡潟元村（かたもとむら）成立。
- 1899年（明治32年）4月1日 - 山田郡が三木郡と合併し、木田郡となる。
- 1911年（明治44年）11月18日 - 東讃電気軌道（現・ことでん志度線）開通。村内には潟元駅と屋島駅（現・琴電屋島駅）が開業。
- 1920年（大正9年）1月1日 - 屋島村に改称。
- 1925年（大正14年） - 高松〜志度間（現・高徳線）に国鉄が開通し、古高松に屋島駅が設置される[4]。
- 1929年（昭和4年）4月21日 - 屋島登山鉄道（屋島ケーブル）が開通。
- 1933年（昭和8年）4月1日 - 町制施行し、屋島町となる。
- 1934年（昭和9年）3月16日 - 屋島が国立公園として初の、瀬戸内海公立公園に指定される[5]。
- 1934年（昭和9年）11月10日 - 屋島が国の「史跡」および「天然記念物」に指定される。指定名称は両者とも「屋島」[5]。
- 1940年（昭和15年）2月11日 - 屋島町が高松市に合併（高松市第4次合併）。
  - 屋島尋常高等小学校が高松市立屋島尋常高等小学校に改称。

高松市編入以後は「屋島 (高松市)」を参照